# Порт Далянь
Порт Далянь (кит.: 大连港) — заснований у 1899 році, розташований на південному краю Ляодунського півострова в провінції Ляонін і є найпівнічнішим незамерзаючим портом Китаю. Також найбільший багатоцільовий порт у північно-східному Китаї, який обслуговує морські порти Північної Азії, Східної Азії та Тихоокеанського регіону. Це торгові ворота в Тихий океан, та другий за величиною контейнерний перевантажувальний центр у материковому Китаї а місто Далянь класифікується як великий портовий мегаполіс за Саутгемптонською системою класифікації портових міст.

## Опис
У 1972 році перші контейнеровози зайшли в порт Далянь і відкрили перші контейнерні маршрути Китаю. У 1973 році порт перевалив 21,5 млн тонн.
Порт Далянь складається з портових зон Даляньган, Даляньвань, Сянлуцзяо, Ніаньювань, Ганьцзіньцзи, Хейзуйзі, Сіергоу та Даяован. Порт Далянь належить і управляється державною компанією Dalian Port Corporation Limited. Вона встановила торговельні та судноплавні зв'язки з понад 300 портами в 160 країнах і регіонах світу. Є 68 міжнародних і внутрішніх контейнерних маршрутів. Порт Далянь обробляє щонайменше 100 мільйонів вантажів на рік.
У травні 2010 року порт відвідав верховний лідер Північної Кореї Кім Чен Ір у рамках серії турів, наданих Кіму китайським урядом для сприяння економічній лібералізації за принципом китайської економічної реформи в Північній Кореї.
У 2016 році було підтверджено, що порт Далянь буде частиною консолідації портового сектору, здійсненої китайським урядом. Раніше Dalian Container Terminal (DCT) контролював операції на семи контейнерних причалах, тоді як Dalian Port Container Terminal (DPCT) керував п'ятьма контейнерними причалами, а Dalian International Container Terminal — двома. У серпні 2017 року всі юридичні особи об'єдналися, щоб сформувати одну діючу юридичну особу згідно з DCT. Усі три попередні компанії мали різний ступінь міжнародних інвестицій, включаючи Nippon Yusen (Японія), Singapore Dalian Port Investment і PSA China.
На початку 2017 року повідомлялося, що Dalian Port і Yingkou Port Group укладуть «корпоративну рамкову угоду» для інтеграції управління портом у провінції Ляонін. Провінція створить нову компанію для управління всіма портами разом з державною China Merchants Group, яка придбає контрольний пакет акцій.

## Географія
Порт Далянь розташований на Жовтому морі на 38°55′44″ пн.ш. і 121°39′17″. Порт займає акваторію площею 346 км2 і площею майже 15 км2. Також 160 кілометрів спеціалізованих залізничних колій, 300 км2 складських приміщень, 1 800 км2 штабелей і понад 1000 одиниць різних типів вантажно-розвантажувальних машин і обладнання.

## Портова інфраструктура
Порт має в експлуатації 80 сучасних причалів. З них 38 глибоководних причалів для суден з дедвейтом понад 10,000 тонн. Річний обсяг пропускної здатності в 1995 році становив 64,17 млн тонн.
У 2016 році вантажообіг порту Далянь досяг 355 мільйонів тонн, що на 5,5 % більше, ніж у 2015 році.

## Глибина порту та водотоннажність
Водотоннажність становить від 3 до 120 тонн при робочих радіусах від 3 до 30 метрів. DCT, DPCM і DICT порту Далянь мають загалом 13 причалів із глибиною від 9,8 метра до 16 метрів.

## Галерея

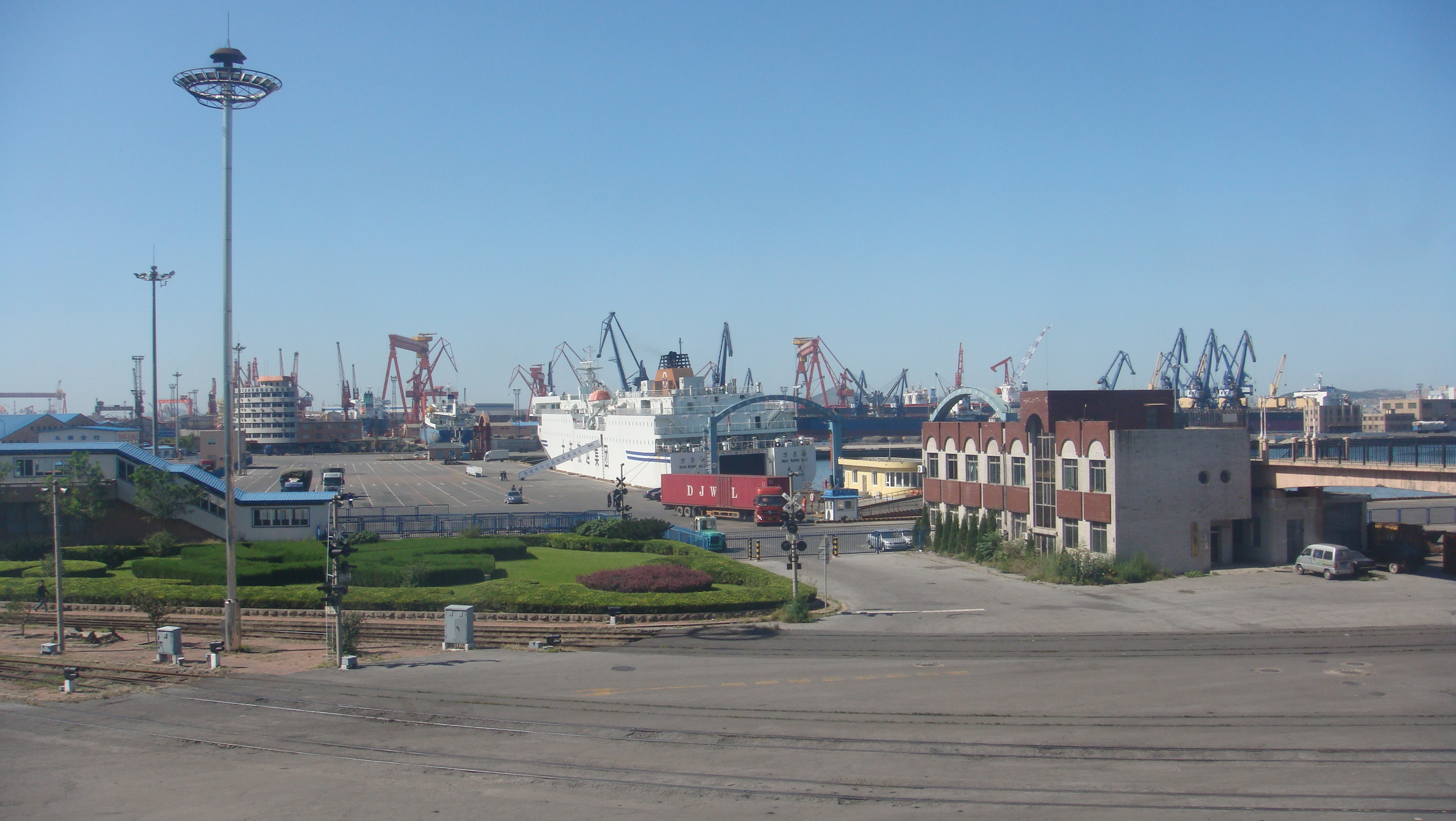
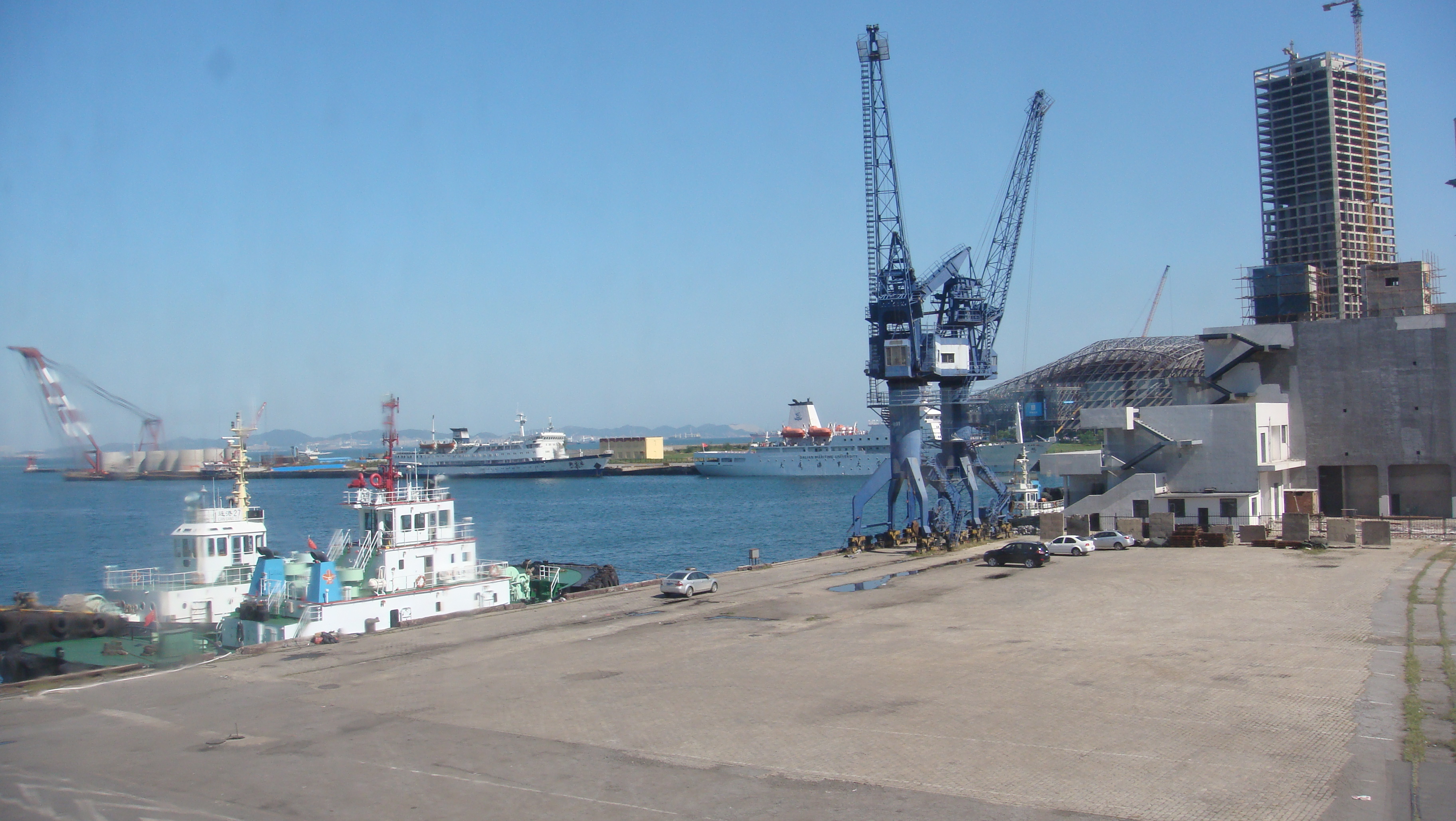

## Час плавання на відстані
Порт знаходиться приблизно в 932,57 км, від міста Кодже, Південна Корея. Орієнтовний час плавання становить 1 день у морі.